# Cis micros
Cis micros es una especie de coleóptero de la familia Ciidae.

## Distribución geográfica
Habita en Nueva Caledonia.